# جگوار اف-پیس
جگوار اف-پیس (به انگلیسی: Jaguar F-Pace) (ایکس۷۶۱) یک کراس‌اوور لوکس اندازه متوسط ساخته شده توسط جگوار لندرور، خودروساز بریتانیایی، تحت برند جگوار است. این اولین مدلی است که توسط جگوار در کلاس اس‌یووی ساخته شده‌است. به‌طور رسمی در سال ۲۰۱۵ در نمایشگاه بین‌المللی خودروی آمریکای شمالی در دیترویت اعلام شد و فروش آن در سال ۲۰۱۶ پس از رونمایی در نمایشگاه بین‌المللی خودروی آلمان در فرانکفورت در سپتامبر ۲۰۱۵ آغاز شد. طراحی اف-پیس بر اساس خودروی مفهومی جگوار سی-ایکس۱۷ ۲۰۱۳ است. جگوار اف-پیس ۲۰۱۷ به‌عنوان برنده افتخاری خودروی سال ۲۰۱۷ و جوایز طراحی خودروی سال جهانی در نمایشگاه بین‌المللی خودروی نیویورک انتخاب شده‌است.
اف-پیس در کارخانه سولیهول جگوار لندرور به‌همراه رنج‌روور ولار ساخته شده‌است و ۱٬۳۰۰ کارگر دیگر را استخدام می‌کند.

## راه‌اندازی
یک نمونه اولیه تولید اف-پیس در ۴ ژوئیه ۲۰۱۵ با هدایت تیم دوچرخه‌سواری حرفه‌ای تیم اسکای در Le Grand Départ در اوترخت، هلند در آغاز تور دو فرانس ۲۰۱۵، اولین نمایش عمومی خود را داشت. این خودرو اولین رسمی خود را در نمایشگاه خودروی فرانکفورت در سپتامبر ۲۰۱۵ انجام داد. قبل از نمایشگاه خودرو فرانکفورت، یک اف-پیس، که توسط راننده حرفه ای بدل‌کاری تری گرانت هدایت می‌شد، یک رکورد جهانی ۳۶۰ درجه را انجام داد. تحویل مشتریان در آوریل ۲۰۱۶ در اروپا و در مه ۲۰۱۶ در ایالات متحده آغاز شد.

## پیشرانه‌ها
اف-پیس با موتورهای جگوار لندرور Ingenium ۲٫۰ لیتری توربوشارژ دیزل و ۲٫۰ لیتری بنزینی توربوشارژ ارائه می‌شود که در مشخصات Prestige, Portfolio و آر-اسپورت موجود است، در حالی‌که دیزل ۳٫۰ لیتری توربوشارژ (به جز ایالات متحده آمریکا) و بنزین سوپرشارژ در دسترس هستند. در مشخصات S و First Edition. اف-پیس در هر دو نوع RWD و AWD ارائه می‌شود.

## جعبه‌دنده
مدل‌های اف-پیس به همان جعبه‌دنده هشت سرعته خودکار ZF 8HP مانند سایر خودروهای سکوی D7a مجهز می‌شوند، یک نوع سبک‌تر از جعبه‌دنده که در حال حاضر در سایر مدل‌های جگوار نصب می‌شود. یک جعبه‌دنده شش سرعته ZF دستی در مدل‌های دیزلی کم قدرت موجود است.

## خارجی
یان کالوم طراح بیرونی اف-پیس بود. ساختار بدنه از ۸۰ درصد آلومینیوم تشکیل شده‌است و کاهش وزن اضافی ناشی از کامپوزیت در عقب و منیزیم برای قطعاتی مانند پرتو متقابل خودرو است. سفتی پیچشی بالای بدنه باعث می‌شود که سیستم تعلیق جلوی دو استخوانی مشتق از اف-تایپ و سیستم تعلیق عقب پیچیده Integral Link عملکرد بهتری داشته باشند. همراه با بردار گشتاور به‌عنوان استاندارد و یک سیستم فرمان الکتریکی با کمک قدرت تنظیم شده تا بهترین احساس و پاسخ ممکن را ارائه دهد.

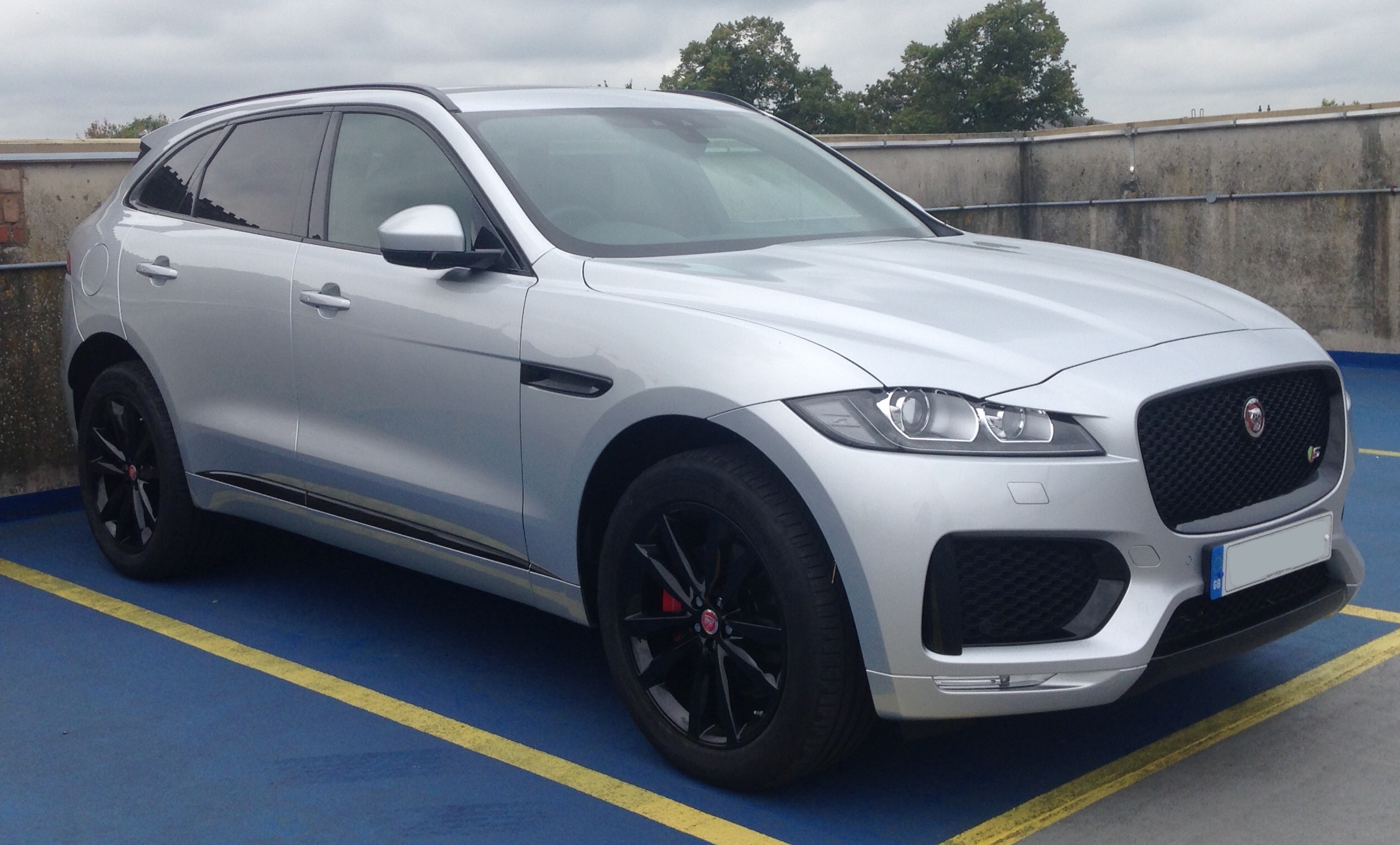
نمای جلو
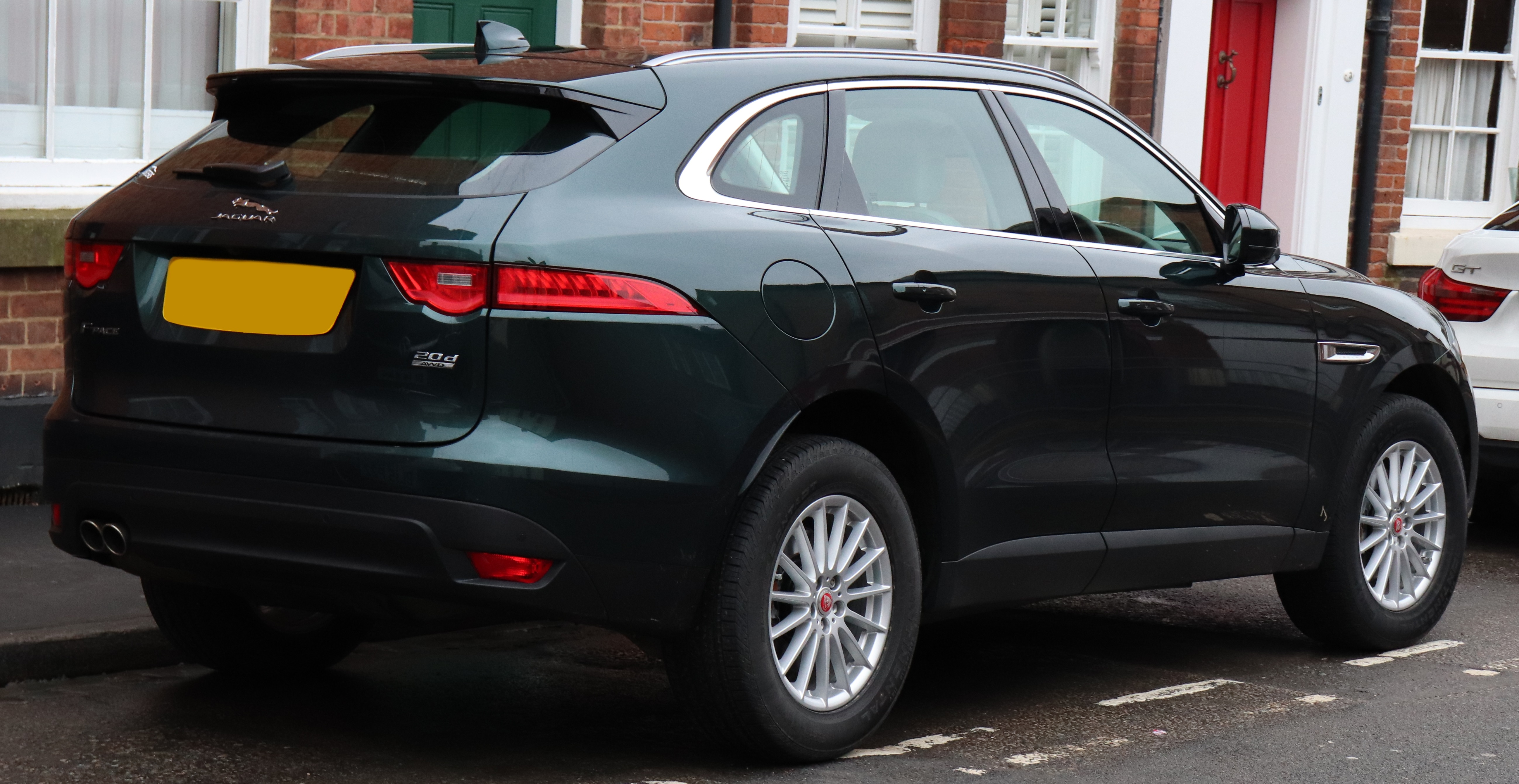
نمای عقب (پورتفولیو)
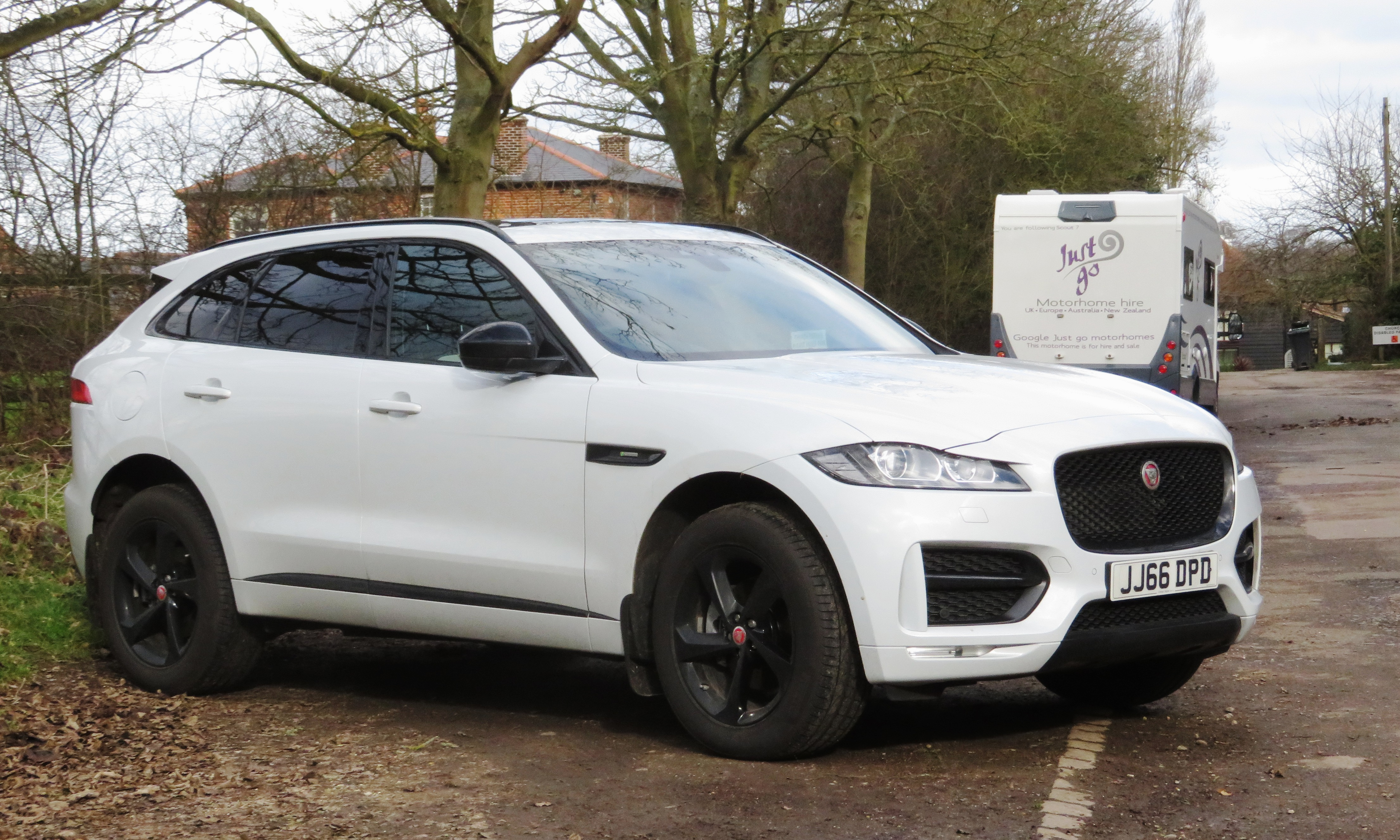
جگوار اف-پیس آر-اسپورت
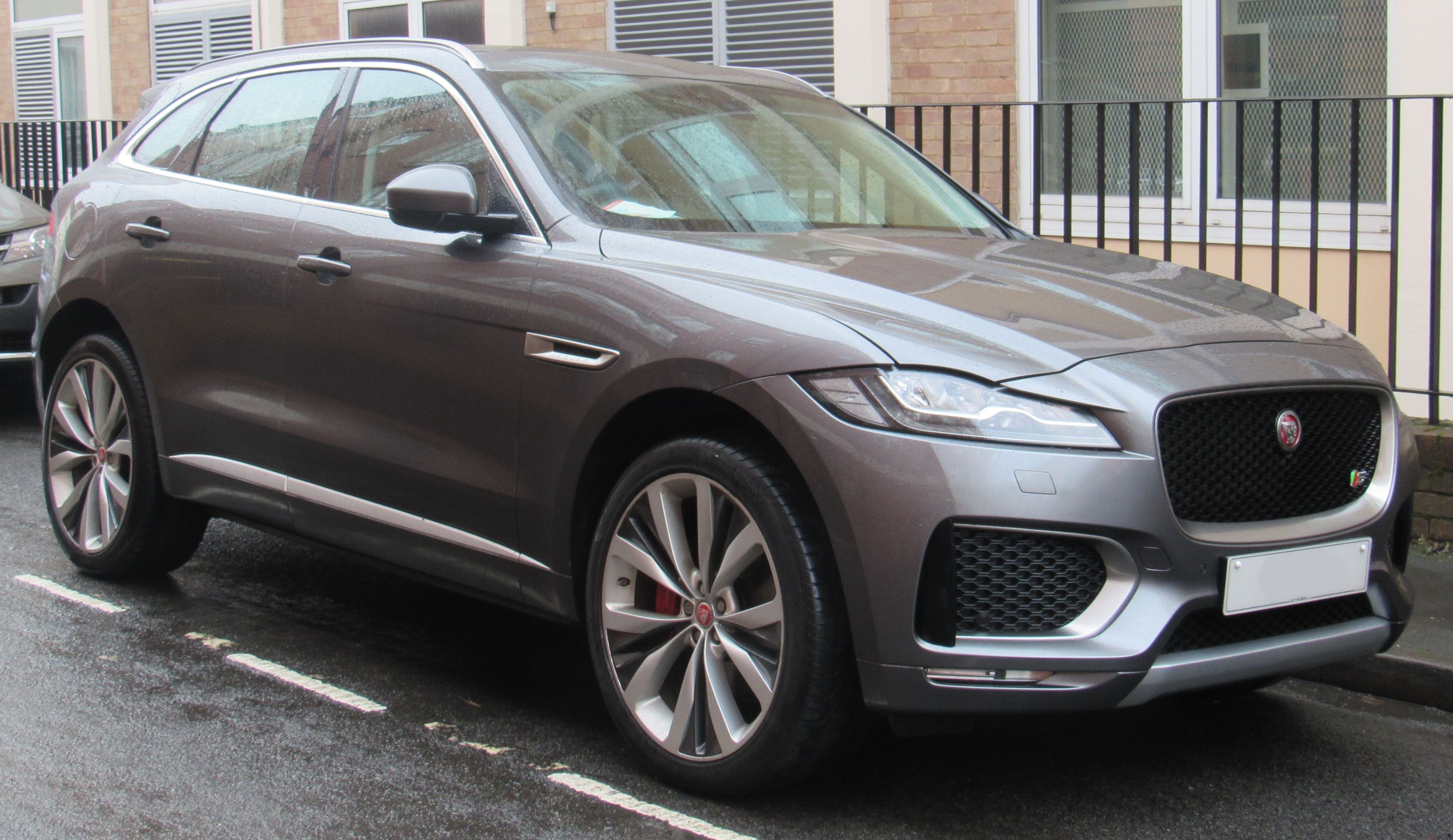
جگوار اف-پیس اس
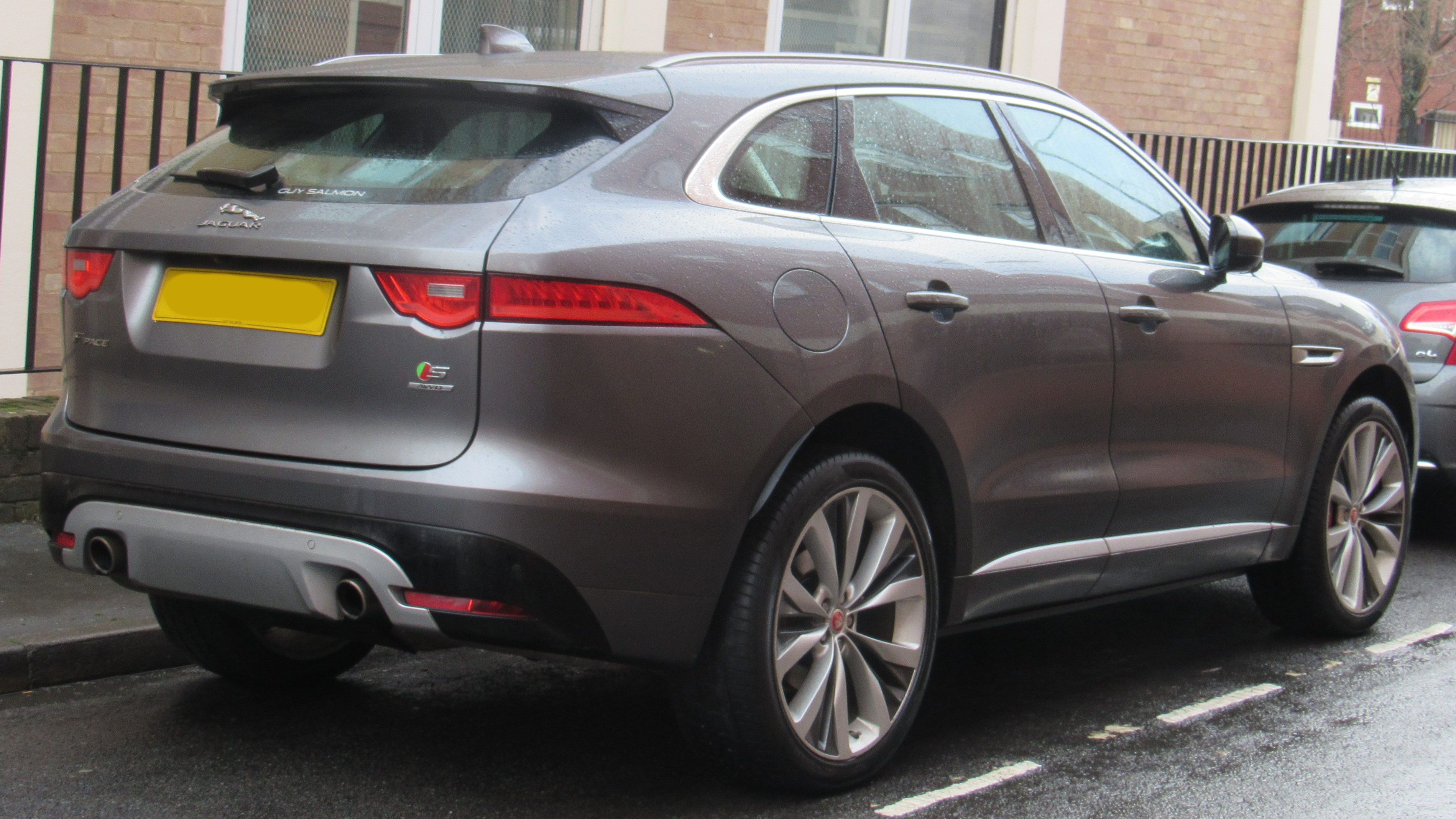
جگوار اف-پیس اس
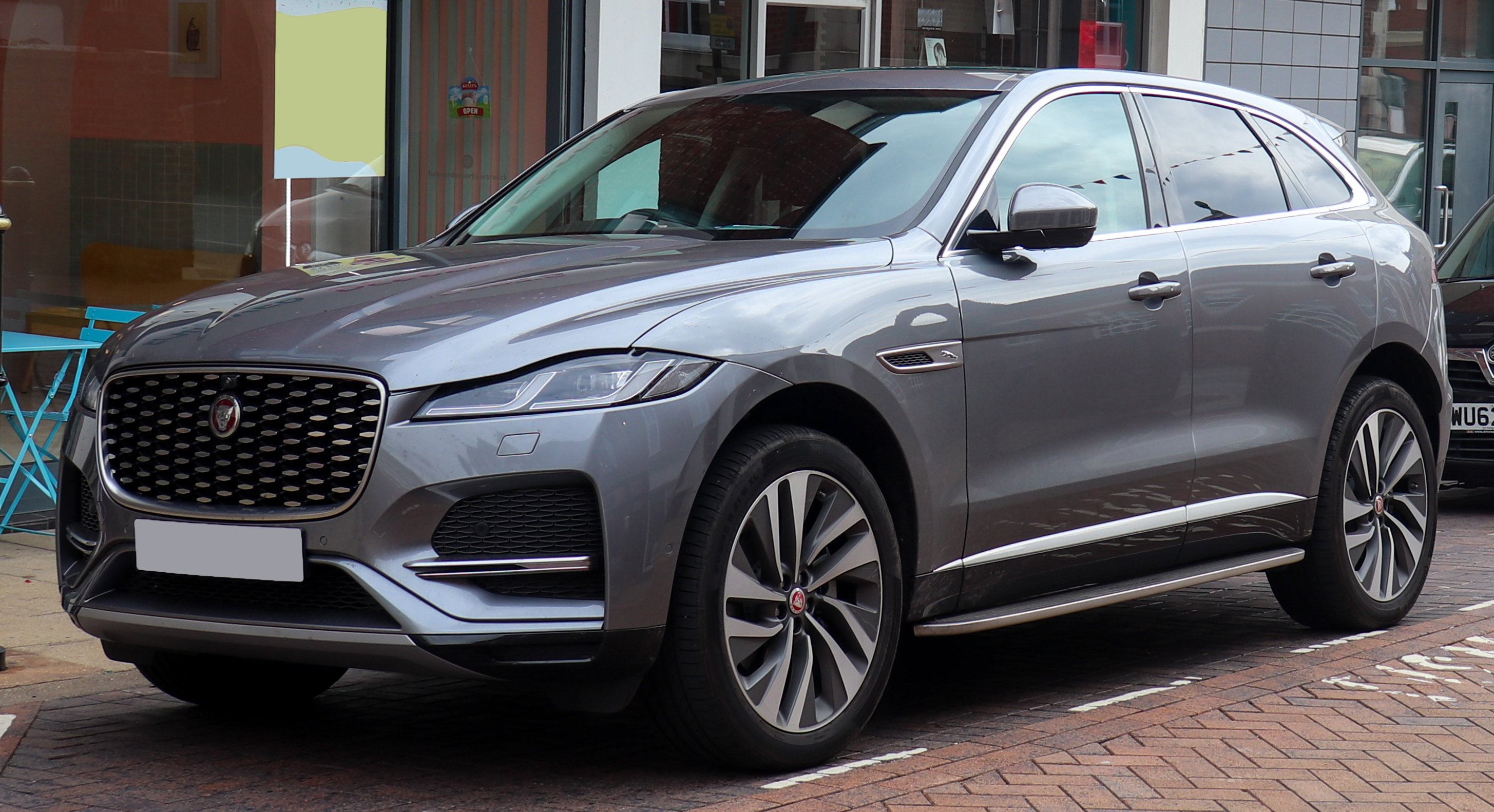
فیس‌لیفت ۲۰۲۰
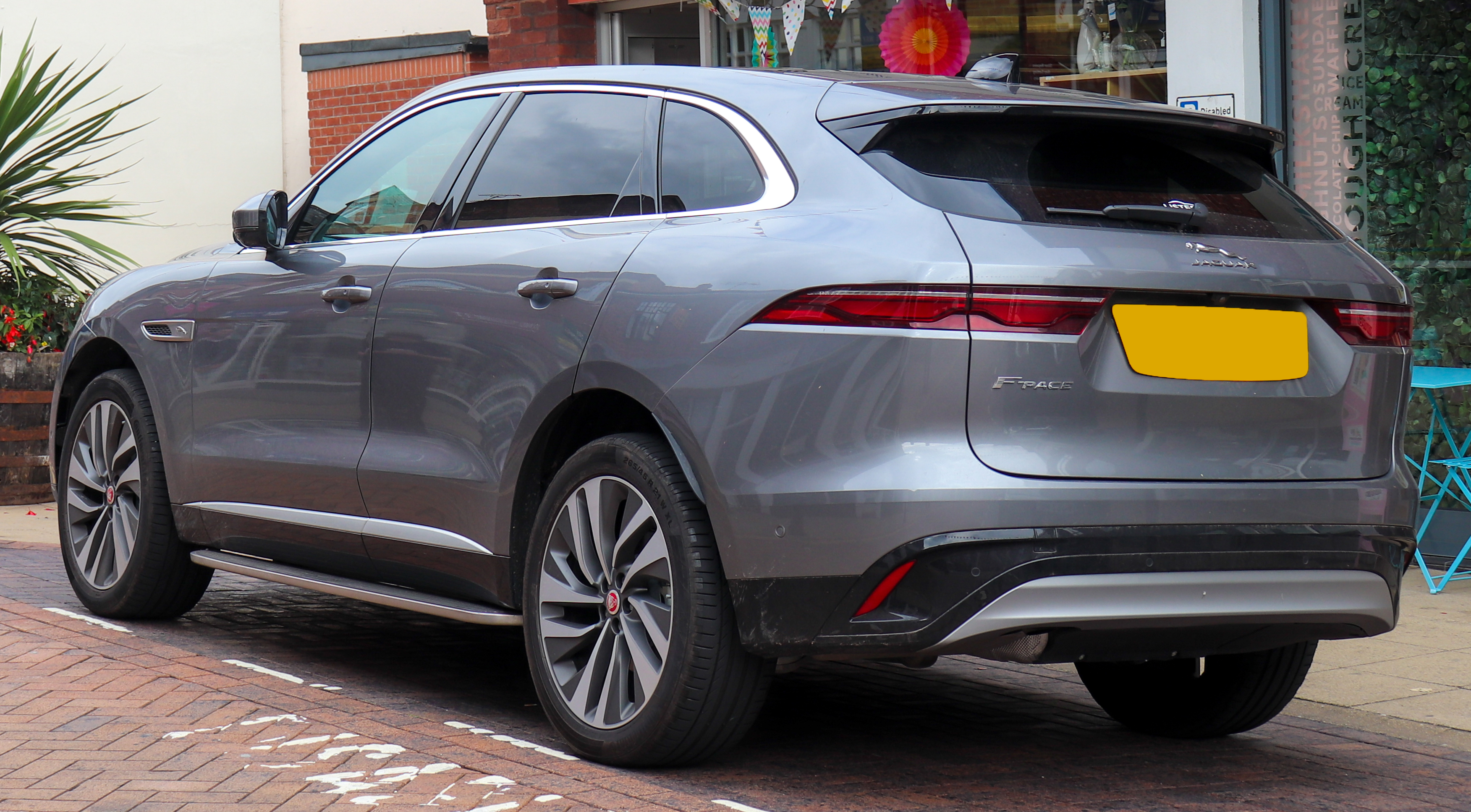
فیس‌لیفت ۲۰۲۰
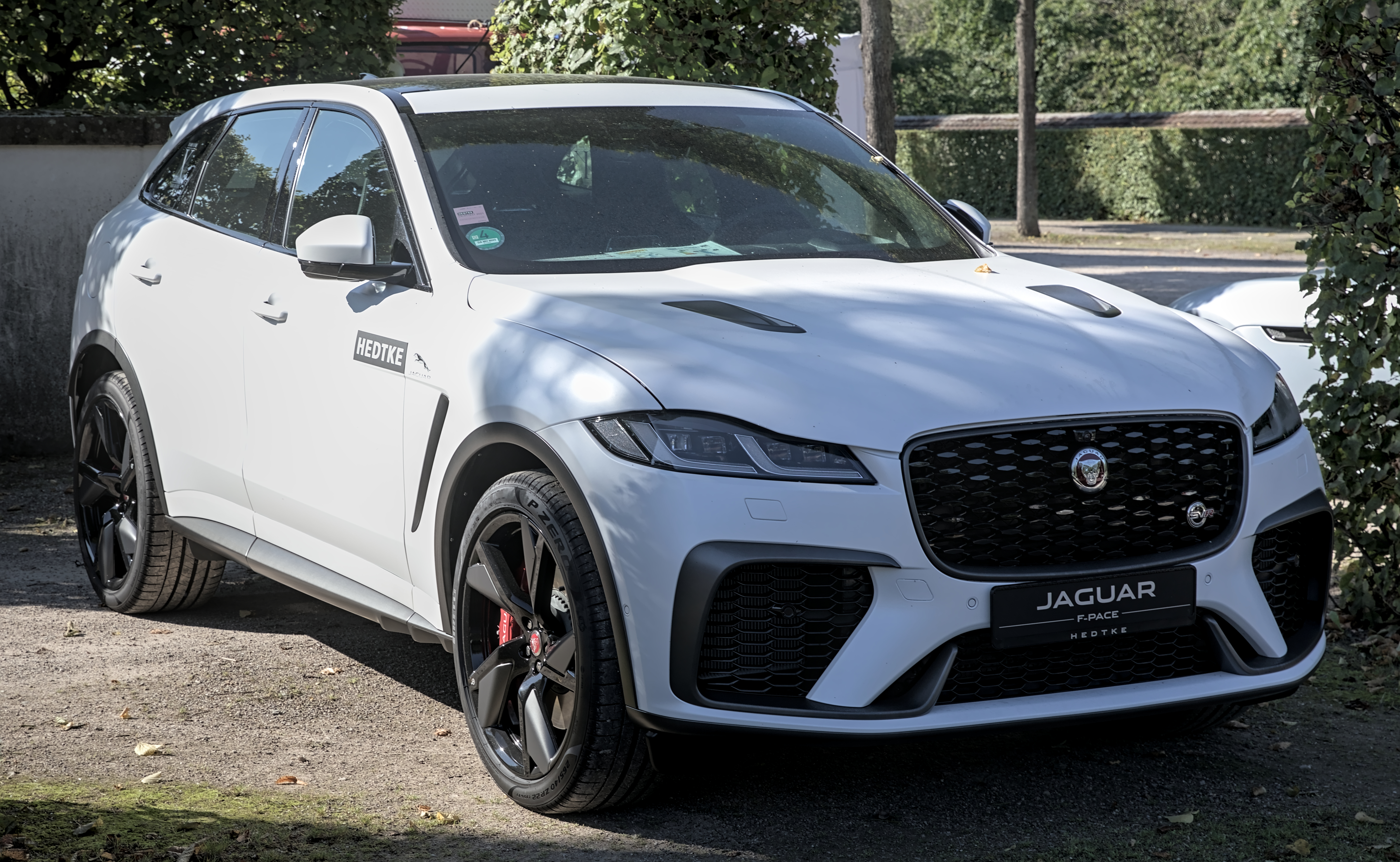
اف-پیس اس‌وی‌آر ۲۰۲۱
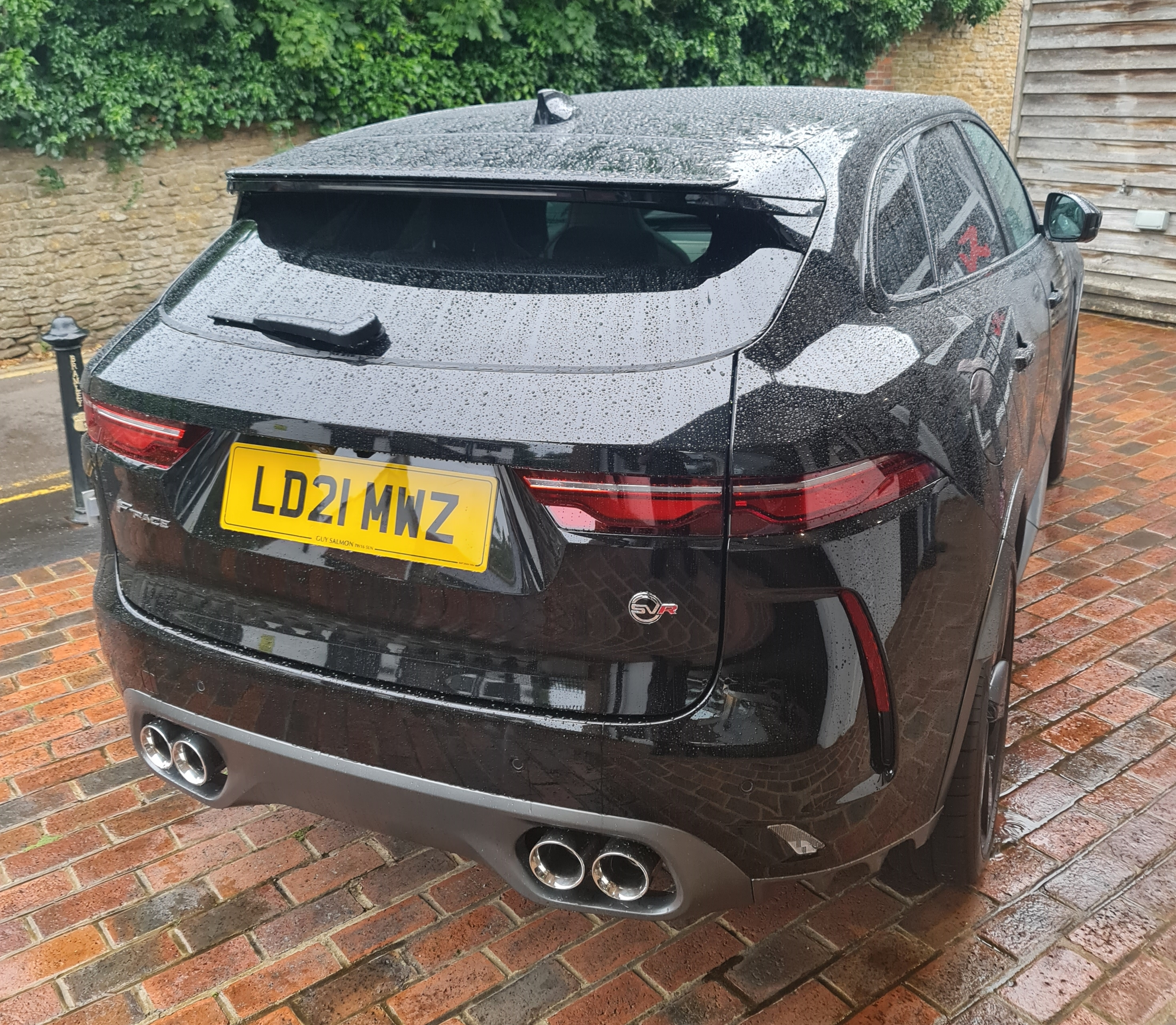
اف-پیس اس‌وی‌آر ۲۰۲۱

## فروش جهانی
فروش ۲۰۱۶ فقط برای یک سال جزئی است. با این حال، این مدل به پرفروش‌ترین مدل جگوار در سال ۲۰۱۶ تبدیل شد.
| سال   | فروس   |
| ----- | ------ |
| ۲۰۱۶  | ۴۵٬۹۶۵ |
| مجموع | ۴۶٬۰۰۰ |